# Bracca
Bracca ist eine italienische Gemeinde (comune) mit 714 Einwohnern (Stand 31. Dezember 2023) in der Provinz Bergamo, Region Lombardei.  

## Geographie

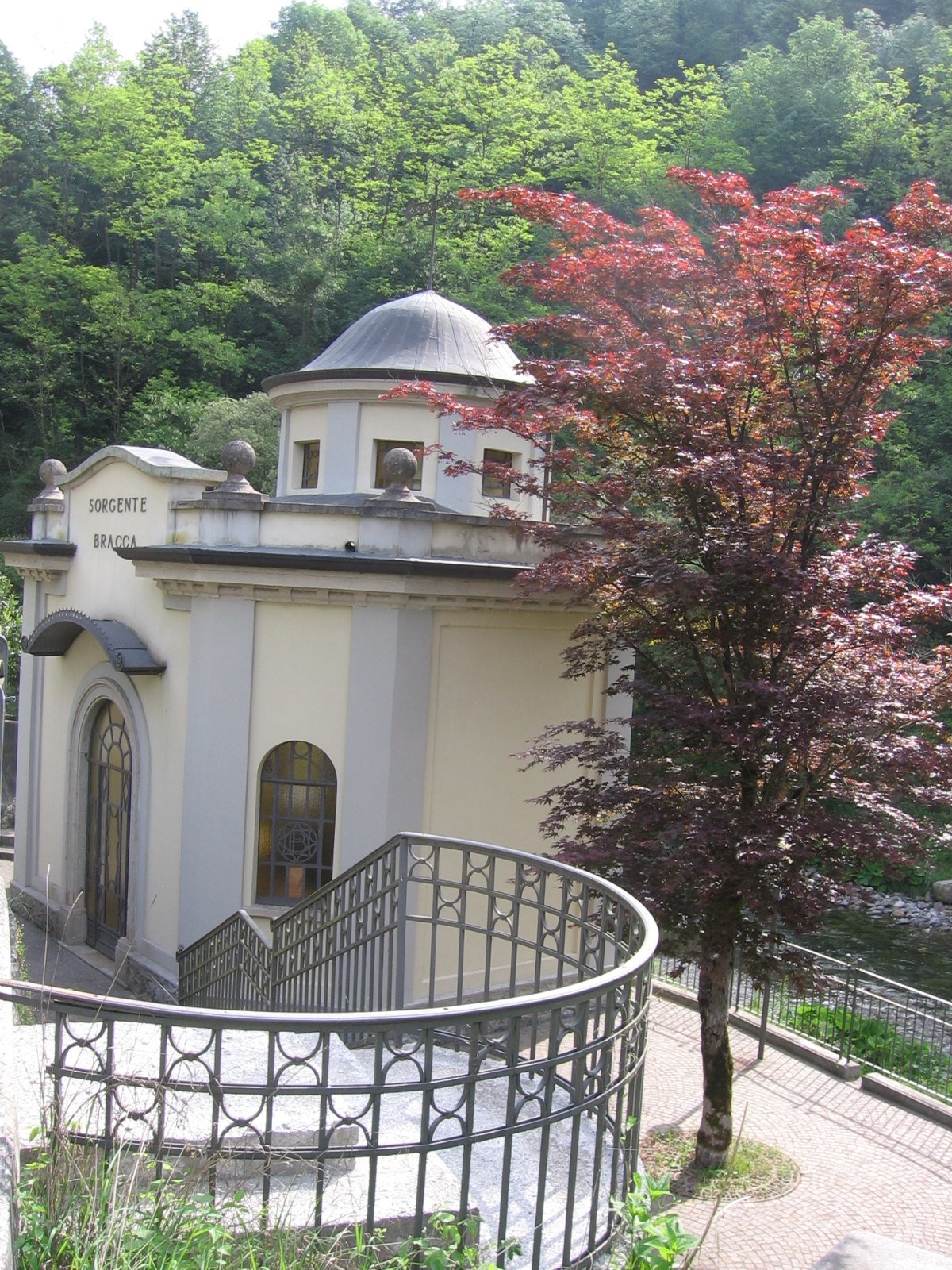
Pavillon der Mineralquellen

Bracca liegt etwa 14 km nordöstlich der Provinzhauptstadt Bergamo und 60 km nordöstlich von Mailand. Die Gemeinde ist Mitglied der Comunità Montana Valle Brembana. Ortsteile sind Cornalta, Pregaroldi, Fieno, Zubioni, Bruga, Truchel und Sottoripa. Die auf dem Gemeindegebiet liegenden Mineralquellen werden aus Platzgründen in der Nachbargemeinde Zogno abgefüllt.
Die Nachbargemeinden sind Algua, Costa Serina, San Pellegrino Terme und Zogno.